# A.L.F.A 24 HP
A.L.F.A 24 HP — первый автомобиль итальянского производителя A.L.F.A, который сейчас известен как Alfa Romeo.

## История
A.L.F.A 24 HP вышел на автомобильный рынок в 1910 и выпускался до 1913 года. Автомобиль был впервые использован компанией для участия в автомобильных состязаниях в 1911 году на Targa Florio. Данная модель автомобиля успешно продавалась, что дало возможность разрабатывать на его базе новые модификации:
- 12HP
- 15HP
- 40-60 HP
- 15-20 HP
- 20-30 HP
- 20-30 ES Спорт

Первые 300 автомобилей A.L.F.A были спроектированы и произведены под руководством Джузеппе Мерози.
A.L.F.A 24 HP обладала передовыми конструктивными характеристиками своего времени: от четырехцилиндрового моноблока двигателя до карданной трансмиссии. С этими конструкторскими решениями Альфа дебютировала на шестых итальянских гонках Targa Florio в 1911 году на двух автомобилях, которые продемонстрировали на гоночной трассе хорошую скорость и устойчивость движения.
В том же 1911 году Мерози подготовил специально для спортивных состязаний еще одну A.L.F.A 15HP Corsa, оснащенную двигателем мощностью 45 л.с.